# *-Algebra
Eine *-Algebra ist ein mathematischer Begriff aus der abstrakten Algebra. Eine *-Algebra bezeichnet eine algebraische Struktur, die einen involutiven Antiautomorphismus besitzt.

## Definition
Eine *-Algebra {\displaystyle {\mathcal {A}}} über {\displaystyle \mathbb {C} } ist ein komplexer Vektorraum mit einem {\displaystyle \mathbb {C} }-bilinearen, assoziativen Produkt {\displaystyle (a,b)\mapsto ab} und einer Abbildung {\displaystyle *:a\mapsto a^{*}}, welche ein {\displaystyle \mathbb {C} }-antilinearer, involutiver Antiautomorphismus ist. Es gilt also
- {\displaystyle (sa+tb)^{*}={\bar {s}}a^{*}+{\bar {t}}b^{*}}
- {\displaystyle (a^{*})^{*}=a}
- {\displaystyle (ab)^{*}=b^{*}a^{*}}

für {\displaystyle a,b\in {\mathcal {A}}} und {\displaystyle s,t\in \mathbb {C} }.

### Erläuterungen
Sei {\displaystyle f(x):=x^{*}}, dann gilt in dieser Notation
- {\displaystyle f(sa+tb)={\bar {s}}f(a)+{\bar {t}}f(b)}
- {\displaystyle f(f(a)))=a}
- {\displaystyle f(ab)=f(b)f(a)}

für {\displaystyle a,b\in {\mathcal {A}}} und {\displaystyle s,t\in \mathbb {C} }.

## Beispiele
- Die komplexen Zahlen {\displaystyle \mathbb {C} } bilden mit der durch komplexe Konjugation gegebenen Abbildung {\displaystyle z^{*}:={\overline {z}}} eine *-Algebra.
- Die Algebra {\displaystyle \operatorname {Mat} (n,\mathbb {C} )} der komplexen {\displaystyle n\times n}-Matrizen mit der durch Bildung der transponiert-konjugierten Matrix gegebenen Abbildung {\displaystyle A^{*}:={\overline {A}}^{T}} ist eine *-Algebra.
- Die beschränkten Operatoren eines gegebenen Hilbert-Raumes {\displaystyle {\mathcal {H}}} bilden mit der durch Adjunktion von Operatoren gegebenen Abbildung eine *-Algebra {\displaystyle {\mathcal {B}}({\mathcal {H}})}. Nach Definition der Adjunktion gilt die Gleichung {\displaystyle \langle Tx,y\rangle =\langle x,T^{*}y\rangle } für alle {\displaystyle T\in {\mathcal {B}}({\mathcal {H}}),x,y\in {\mathcal {H}}}.
- Die kompakten Operatoren eines gegebenen Hilbert-Raumes {\displaystyle {\mathcal {H}}} bilden eine *-Unteralgebra {\displaystyle {\mathcal {K}}({\mathcal {H}})\subset {\mathcal {B}}({\mathcal {H}})}.
- Von-Neumann-Algebren sind *-Unteralgebren von {\displaystyle {\mathcal {B}}({\mathcal {H}})} für einen Hilbert-Raum {\displaystyle {\mathcal {H}}}.
- Die Automorphismen einer abelschen Varietät bilden mit der Rosati-Involution eine *-Algebra.
- Ist {\displaystyle G} eine lokalkompakte Gruppe, so trägt die L1-Gruppenalgebra {\displaystyle L^{1}(G)} eine Involution, die {\displaystyle L^{1}(G)} zu einer *-Algebra macht. Für {\displaystyle f\in L^{1}(G)} ist {\displaystyle f^{*}\in L^{1}(G)} definiert durch {\displaystyle f^{*}(t)\,=\,\Delta (t)^{-1}{\overline {f(t^{-1})}}}, wobei {\displaystyle \Delta } die modulare Funktion von {\displaystyle G} ist.